# La fine del gioco (film 1970)
La fine del gioco è un film per la televisione italiano del 1970 diretto dal regista Gianni Amelio.